# Mikako Tabe
Mikako Tabe (多部未華子 Tabe Mikako?,  Tokio; 25 de enero de 1989) es una actriz de teatro, cine y televisión japonesa.

## Filmografía

### Televisión
| Título japonés                   | Título romaji                                   | Año  | Personajes       |  |
| -------------------------------- | ----------------------------------------------- | ---- | ---------------- |  |
| 対岸の彼女                       | Taigan no kanojo                                | 2006 | Noguchi Nanako   |  |
| すみれの花咲く頃                 | Sumire no Hana Saku Koro                        | 2007 | Endo Kimiko      |  |
| 山田太郎ものがたり               | Yamada Tarō Monogatari                          | 2007 | Takako Ikegami   |  |
| 鹿男あをによし                   | Shikaotoko Aoniyoshi                            | 2008 | Ito Hotta        |  |
| ヤスコとケンジ                   | Yasuko to Kenji                                 | 2008 | Yasuko Oki       |  |
| つばさ                           | Tsubasa                                         | 2009 | Tsubasa Tamaki   |  |
| 不毛地帯                         | Fumō Chitai                                     | 2009 | Naoko Iki        |  |
| GM~踊れドクター                  | GM: Odore Dokuta                                | 2010 | Momoko Komukai   |  |
| デカワンコ                       | Deka Wanko                                      | 2011 | Hanamori Ichiko  |  |
| ジウ 警視庁特殊犯捜査係          | Jiu: Keishichou Tokushuhan Sousakei             | 2011 | Kadokura Misaki  |  |
| デカワンコ 新春スペシャル        | Deka Wanko Shinshun Supesharu                   | 2012 | Hanamori Ichiko  |  |
| 浪花少年探偵団                   | Naniwa Shōnentanteidan                          | 2012 | Shinobu Takeuchi |  |
| 大奥[有功・家光篇]               | Ōoku: Arikoto-Iemitsu Hen                       | 2012 | Tokugawa Iemitsu |  |
| 『ラストホープ』                 | Last Hope                                       | 2013 | Tachibana Ayumi  |  |
| 怪物                             | Kaibutsu                                        | 2013 | Risa Fujiidera   |  |
| I Love You                       | I Love You                                      | 2013 | Moe              |  |
| 東京バンドワゴン～下町大家族物語 | Tokyo Bandwagon ~ Shitamachi Daizoku Monogatari | 2013 | Suzumi Makino    |  |
| 僕のいた時間                     | Boku no Ita Jikan                               | 2014 | Megumi Hongo     |  |
| 植物男子ベランダー               | Botanical Life of Verandar                      | 2014 | Mizuhara Renge   |  |
| 永遠の0                          | Eien no Zero                                    | 2015 | Matsuno Miyabe   |  |
| ドS刑事                          | Do S Deka                                       | 2015 | Maya Kuroi       |  |
| 深夜食堂 第四部                  | Midnight Diner: Tokyo Stories                   | 2016 | Kuriyama Michiru |  |
| 深夜食堂 2                       | Midnight Diner 2                                | 2016 | Kuriyama Michiru |  |
| 仰げば尊し                       | Aogeba Toutoshi                                 | 2016 | Hikuma Natsuki   |  |
| ツバキ文具店～鎌倉代書屋物語～   | Tsubaki Stationery Store                        | 2017 | Amemiya Hatoko   |  |

### Películas
- Ayashii Kanojo (2016)
- Piece of Cake (2015)[5]
- Shinya Shokudo (2015)
- Liar Game: Reborn (2012)
- Genji Monogatari: Sennen no Nazo (2011)
- Kimi ni Todoke (2010)
- Kenta to Jun to Kayo-chan no Kuni (2010)
- Fish Story (2009)
- Ore wa, Kimi no Tame ni Koso Shini ni Iku / I Go to Die for You (2007)
- The scary folklore: Ura no sho (2007)
- The scary folklore: Omote no sho (2007)
- Saiyuuki the Movie (2007)
- Yoru no Picnic / Night Time Picnic (2006)
- Goya-champuru (2006)
- Route 225 (2006)
- Aozora no Yukue / Way Of Blue Sky (2005)
- Hinokio / Hinokio: Inter Galactic Love (2005)
- Riyu (2004)

### Teatro
- LOVE LETTERS (2009)
- Nõgyō shōjo (2010)
- Salome (2012)
- Fukusuke (2012)
- Never Let Me go (2014)
- Kirei ~ kamisama to machiawase shita on'na ~ (2014)

### Musicales
- Sailor Moon musicals (2003-2004)

## Premios
| Año  | Premios                             | Categoría                                      | Título                              | Resultado |
| ---- | ----------------------------------- | ---------------------------------------------- | ----------------------------------- | --------- |
| 2005 | 15th Japan Movie Critics Awards     | Recién llegado del año (Premio Kazuko Komori)  | Hinokio                             | Ganadora  |
| 2005 | 48th Premios Blue Ribbon            | Recién llegado del año                         | Hinokio, Aozora no yukue            | Ganadora  |
| 2006 | 21st Takasaki Film Festival Awards  | Mejor Nueva Actriz                             | Rūto 225                            | Ganadora  |
| 2007 | 4th TVnavi Drama Awards             | Recién llegado del año                         | Yamada Tarō Monogatari              | Ganadora  |
| 2010 | Premios Élan d'Or                   | Novato del Año                                 | Fisshu sutori, Tsubasa, Fumō Chitai | Ganadora  |
| 2011 | 18th Yomiuri Engeki Awards          | Recién llegado del año (Haruko Sugimura Award) | Nōgyō shōjo                         | Ganadora  |
| 2011 | 68th Japanese Drama Academy Awards  | Mejor Actriz                                   | Deka Wanko                          | Ganadora  |
| 2013 | 75th Japanese Drama Academy Awards  | Mejor Actriz de Reparto                        | Ōoku: Arikoto-Iemitsu Hen           | Ganadora  |
| 2016 | 25th Japan Film Professional Awards | Mejor Actriz                                   | Piece of Cake, Shinya Shokudō       | Ganadora  |

## Anuncios
- Plenus (2015)
- Taisho Pharmaceutical Co., Ltd. (2015)
- Ain Pharmaciez (2015)
- Asahi Soft Drinks (2015)
- King Candy Crash (2013)
- Sumitomo Mitsui Banking Corporation (2013)
- ITO EN (2013)
- Kameda Seika Co., Ltd. (2013)
- Ropé Picnic Lope Picnic (2012)
- Kracie Holdings (2012)
- AC Japan (2011)
- Nissan Motor Co., Ltd.  (2011)
- House Wellness Foods (2011)
- Sapporo Beer (2009)
- MINISTOP (2009)
- Daio Paper (2008)
- Japan Kentucky Fried Chicken (2008)
- Bank of Tokyo-Mitsubishi (2008)
- Nintendo Nintendo DS (2007)
- Uniqlo Christmas (2007)
- JR East " Ekinaka Dila Ofuna" (2007)
- Suntory (2007)
- Nintendo Nintendo DS (2007)
- Yomiuri Shimbun (2006-2007)
- Calbee (2006)
- Yamazaki Baking (2006-2007)
- Chiroruchoko Ltd. (2004)
- Sekisui House, Ltd.
- Consulting housing  (2004-2008)
- Sony Computer Entertainment (2003)